# USS LST-994
El USS LST-994 fue un buque de desembarco de tanques clase LST-542. Fue puesto en grada el 12 de marzo de 1944 en el Astillero Naval de Boston; fue botado el 17 de abril del mismo año, amadrinado por Lillian A. Finnerty; y puesto en servicio el 17 de mayo, bajo el mando del teniente de la Naval Reserve R. P. Gonder.
Durante la Segunda Guerra Mundial, el LST-994 estuvo asignado al teatro europeo y participó de la invasión del sur de Francia en agosto y septiembre de 1944. Tras el fin del conflicto, cumplió tareas en la ocupación del Extremo Oriente permaneciendo en China hasta julio de 1946. El LST-994 obtuvo una estrella de batalla por su servicio. Regresó a los Estados Unidos y fue retirado del servicio el 31 de julio de 1946. Su nombre fue quitado de la lista naval el 28 de agosto del mismo año. El 23 de diciembre de 1947, fue vendido a Pablo N. Ferrari & Co.
En 1947, la Argentina compró el LST-994 —junto otros ocho de la misma clase. Incorporado a la Armada Argentina, recibió la designación «ARA BDT N.º 7»; en 1959 recibiría un nombre: «Cabo San Pablo». Prestó servicio hasta causar baja en 1965.